# Saccamminina
Saccamminina es un suborden de foraminíferos del orden Astrorhizida que agrupa taxones tradicionalmente incluidos en el suborden Textulariina o en el orden Textulariida. Su rango cronoestratigráfico abarca desde el Ordovícico hasta la Actualidad.

## Clasificación
Saccamminina incluye a la siguiente superfamilia:
- Superfamilia Psammosphaeroidea
- Superfamilia Saccamminoidea